# Народы Средиземья
«Наро́ды Средизе́мья» (англ. The Peoples of Middle-earth), изданные в 1996 году, являются двенадцатым и последним томом двенадцатитомной «Истории Средиземья» Кристофера Толкина, в которой он анализирует неизданные рукописи своего отца, Дж. Р. Р. Толкина. Некоторые персонажи (включая Анайрэ, жену Финголфина) появляются только здесь, равно как и некоторые работы, которые было решено не включать никуда более.

## Содержание

### Часть первая: Пролог и приложения к «Властелину Колец»
Этот раздел посвящён рассказу о разработке пролога и приложений к «Властелину Колец», а также «Акаллабет», также рассказывая о темах и идеях, ассоциируемых с ними. Это наиболее значительный раздел книги, состоящий почти из 300 страниц английского текста (вся книга — 480 страниц). Он включает ранние черновики пролога к «Властелину Колец» и приложений, посвящённых языкам, родословным и календарям, а также историю «Акаллабет». Кроме того, в раздел входят: «Сказание о годах» (хронологии Второй и Третьей Эпох), описание наследников Элендила и рассказ о написании Приложения А.

### Часть вторая: Поздние фрагменты
Материалы, написанные в основном после 1969 года, состоящие из следующих эссе: «О гномах и людях» (о развитии языков этих рас), «Шибболет Феанора» (о лингвистике эльфийского языка Квэнья), «Проблема Рос» (исследование корня «рос» в таких именах, как Элрос и Маэдрос) и некоторые «последние материалы» на темы Истари, Глорфиндела Гондолина и Ривенделла и Кирдана Корабела.

### Часть третья: Учение Пенголода
Краткое повествование, составленное в период «Книги утраченных сказаний», представляющее сведения, предоставленные Пенголодом из Гондолина Эльфвине Английскому и касающиеся разделения языков эльфов.

### Часть четвёртая: Неоконченные повествования
Две истории, написанные в 1950-х годах. Первая, «Новая тень», является продолжением «Властелина Колец» и разворачивается через сто с небольшим лет после событий, описанных в нём, во время правления Эльдариона, сына Арагорна (заброшена Толкином после примерно тридцати страниц). Вторая история, «Тал-Эльмар», происходит во Вторую Эпоху и рассказывает о нуменорской колонизации Средиземья с точки зрения проживавших в нём дикарей, которые страшились как постоянных рейдов эдайн Рованиона и Эриадора, так и нападений Людей Короля. При этом Тьме они не поклоняются. Они страшились Тени и были уверены, что и эдайн, и нуменорцы ей служат. Главный герой повествования, один из древних обитателей земель Гондора, происходит от эдайн и некоего племени, схожего с будущими жителями Лебеннина и горцами Белых Гор.

## Значение надписи на первой странице
На первой странице каждого тома «Истории Средиземья» можно видеть надпись буквами Феанора (Тенгвар, алфавит, придуманный Толкином для Высоких эльфов), написанную Кристофером Толкином и кратко объяснящую содержание книги. В «Народах Средиземья» надпись гласит: 

Это последний том работ Кристофера Толкина, в котором он собрал значительную часть того, что его отец, Джон Рональд Руэл Толкин, написал о Средиземье и Валиноре. В этой книге прослеживается создание истории поздних эпох на Северо-Западе Средиземья после Великой Битвы и падения Моргота.